# Санкт-Петербургская государственная Театральная библиотека
Санкт-Петербургская государственная Театральная библиотека — библиотечное и научное учреждение культуры Санкт-Петербурга со специализированным фондом рукописных и печатных документов по драматургии, истории и теории театра.

## История
Санкт-Петербургская государственная Театральная библиотека началась с сундука, в котором актёры труппы Федора Волкова хранили пьесы. Днем рождения Театральной библиотеки принято считать 30 августа 1756 года (дата издания Указа Императрицы Елизаветы Петровны об учреждении русского театра). Первым документально зафиксированным фактом, свидетельствующим о существовании библиотечного собрания, является запись от 16 февраля 1784 года в деловых бумагах Дирекции императорских театров: «Российских актёров инспектор Дмитревский требует, чтоб повелено было сделать или купить для сохранения Российских книг и нот новый, со стеклами и внутренним замком, шкаф».
Следующей вехой в истории библиотеки стало открытие в 1832 году нового здания Александринского театра, построенного по проекту Карла Росси. Здесь библиотека располагалась более пятидесяти лет, и её жизнь тесно переплелась с судьбой театра, его драматургов, постановщиков, актёров.
В доме номер 2 по улице Зодчего Росси (бывшей Театральной улице) библиотека располагается с 1889 года, когда по решению Дирекции императорских театров библиотеки русской, французской и немецкой трупп были для удобства сосредоточены в одном месте, в трех специально выделенных залах.
На протяжении более полутора столетий Театральная библиотека существовала как Библиотека императорских театров, как учреждение сугубо ведомственное, куда посторонним вход был закрыт — библиотека хранила все материалы, необходимые для постановки спектаклей на императорской сцене.
Новая эпоха в жизни Центральной библиотеки императорских театров наступила в 1918 году, когда руководство ею было поручено библиографу и историку литературы Александру Сергеевичу Полякову. В тяжелейший для истории страны период библиотека выжила и существенно пополнила свой фонд. А. С. Полякову удалось получить весь фонд Драматической цензуры из упраздненного Главного управления по делам печати (Цензурного комитета). В библиотеку свозились книжные собрания из покинутых особняков, архивы театральных деятелей, как и прежде, здесь велась научно-исследовательская, библиографическая и издательская деятельность.
В годы Великой Отечественной войны библиотека ни на один день не прерывала работу. Под руководством директора Марии Иосифовны Тишкевич сотрудники, разделив блокадную судьбу родного города, спасли фонды, совершив подвиг мужества и высокой нравственности

## Коллекции
Фонд библиотеки насчитывает свыше 600 тысяч единиц хранения. Коллекции отражают специальный характер библиотеки и являются уникальной базой не только для исследователей, но и для широкой гуманитарной деятельности.
«Русская драма» — драматургия XVIII—XIX веков на русском языке, представленная репертуарным фондом русского профессионального театра. Рукописные и печатные экземпляры охватывают практически полный репертуар российской сцены более чем за полтора века. В состав этой коллекции входит драматургическая часть Библиотеки Великого князя Павла Александровича из бывшего дворца Палей в Царском Селе — собрание печатных изданий XVIII—XIX века.
«Драматическая цензура» — собрание пьес, поступившее в библиотеку в 1917 году, после ликвидации Главного управления по делам печати Министерства внутренних дел России.
«Французская драма» — драматургия XVIII—XIX веков на французском языке, представленная репертуарным фондом французской труппы, работавшей в Петербурге. В состав этой коллекции входит Библиотека князя А. Я. Лобанова-Ростовского — собрание французских и итальянских пьес XVI- первой четверти XIX века, включающее в себя прижизненные издания Корнеля, Расина, Мольера.
«Немецкая драма» — драматургия XVIII—XIX веков на немецком языке, представленная репертуарным фондом немецкой труппы, работавшей в Петербурге.
«Северная театральная библиотека К. П. Ларина» — собрание русской и зарубежной переводной драматургии, в основном ходовые экземпляры с рабочими пометами. Отражает репертуар русской сцены конца ХIХ до середины XX века.
Библиотека М. Г. Савиной — личная библиотека выдающейся русской актрисы и её мужа, сотрудника Дирекции Императорских театров А. Е. Молчанова.
Библиотека Н. Н. Ходотова — личная библиотека актёра Александринского театра. Собрание включает театральную периодику, книги по истории, искусству, философии, этнографии.
Эскизный фонд — собрание, в основе которого лежит Монтировочная библиотека императорских театров. Собрание содержит эскизы костюмов, декораций, бутафории, занавесов. Особую ценность представляют подлинные эскизы П. Гонзага, А. А. Роллера, В. А. Гартмана, А. И. Шарлеманя, И. А. Всеволожского, А. Н. Бенуа, Л. С. Бакста, А. Я. Головина, К. А. Коровина, Б. И. Анисфельда к оперным, балетным и драматическим спектаклям. Фонд пополняется работами современных мастеров сценографии.
Дореволюционная периодика по искусству — фонд включает более двухсот наименований отечественных и зарубежных газет и журналов.
Архивное собрание — рукописи, дневники, воспоминания письма и другие подлинные документы выдающихся деятелей русского и зарубежного театра: В. Н. Асенковой, И. И. Сосницкого, М. С. Щепкина, М. Н. Ермоловой, М. Г. Савиной, В. Ф. Комиссаржевской, Ф. И. Шаляпина, Т. П. Карсавиной, С. П. Дягилева, Марии Тальони, Сары Бернар, Элеоноры Дузе, Эрнесто Росси. Личные архивные фонды актёров Г. Д. Душина, В. И. Стржельчика, В. В. Ускова, режиссёров П. П. Гайдебурова, Н. В. Демидова, Н. Н. Кошеверовой, А. А. Музиля, Е. М. Падве, Р. А. Сироты, М. В. Сулимова, балетмейстера М. М. Фокина, театроведов, искусствоведов Л. И. Гительмана, А. А. Гозенпуда, В. М. Красовской и Д. И. Золотницкого, М. Н. Мерцаловой, Ю. И. Слонимского, С. Л. Цимбала, собрание М. С. Лесмана и другие фонды.

## Ретрокартотеки
В сложную систему каталогов и картотек, в полном объёме раскрывающую все многообразие фондов Театральной библиотеки, входят, в том числе уникальные ретрокартотеки, хранящиеся в отделе Справочной и научно-библиографической работы.
- Историко-театральная картотека ТЕО Наркомпроса (Картотека В. Н. Всеволодского-Гернгросса). Решение о создании картотеки было принято в 1918 г. на заседании Исторической секции Театрального Отдела Народного Комиссариата по Просвещению. Работа над ней шла под руководством театроведа и историка театра Всеволода Николаевича Всеволодского-Гернгросса (1882—1962). Картотека включает в себя систематизированную информацию о материалах по истории русского драматического и музыкального театра 1800—1850 годов, из более чем 90 газет и журналов, издававшихся в России на русском, французском и немецком языках. Более 500 000 карточек составляют четыре раздела: «Хронологический», «Персоналия», «Постановки» и «Предмет».
- Картотека А. М. Брянского «Книги о театре 1741—1941». Картотека, составленная в предвоенные годы петербургским-ленинградским театроведом, источниковедом и библиографом Александром Михайловичем Брянским (1888—1942), представляет собой сведения о 9840 книгах по истории и теории театра, драматических произведениях, изданных в период с 1741 по 1941 год на русском языке.
- Картотека по балету Л. Д. Блок. Картотека, составленная актрисой и историком балета Любовью Дмитриевной Блок (1881—1939) во второй половине 1930-х годов и представляющая собой собрание информации об изданиях по балету на русском и французском языках XIX—XX веков, включает более 5000 рукописных карточек.

- Историко-театральная картотека Д. И. Золотницкого. В рабочей картотеке ленинградского театроведа Давида Иосифовича Золотницкого (1918—2005), создававшейся им на протяжении всей творческой жизни и включающей в себя более 96 000 рукописных и машинописных карточек, собрана информация на русском языке из периодических изданий конца XIX—XX века о деятелях культуры и искусства, по теории и истории театра, а также о театрах Санкт-Петербурга-Петрограда-Ленинграда и Москвы.

- Подневный репертуар Александринского театра 1832—1932 годов. Работа по созданию репертуара велась коллективом Театральной библиотеки под руководством её директора, архивиста, библиографа и историка театра Юрия Александровича Нелидова (1874-после апр. 1940), и была приурочена к 100-летию открытия здания Александринского театра. Рукописная картотека, отражает подневный репертуар с 1832 по 1932 год. Материал расположен в алфавите названий спектаклей и содержит сведения о датах представлений, площадках (Александринский, Мариинский или Михайловский театр), сведения о режиссёре и исполнителях.

## Электронные ресурсы
Электронный каталог, а также базы данных собственной генерации, раскрывающие различные фонды и коллекции;
Электронная библиотека, представляющая собой собрание документов и материалов по зрелищным искусствам: архивные документы и письма деятелей театра, драматические произведения, периодические издания по искусству, книги, подлинные эскизы театральных художников.
Театральный календарь — публикует статьи, рассказывающие о знаменательных датах из истории петербургского драматического, балетного и музыкального театра от его основания до середины XX века.
Наш Островский — электронное собрание драматических произведений А. Н. Островского (прокомментированное и проиллюстрированное).

## Издательская деятельность

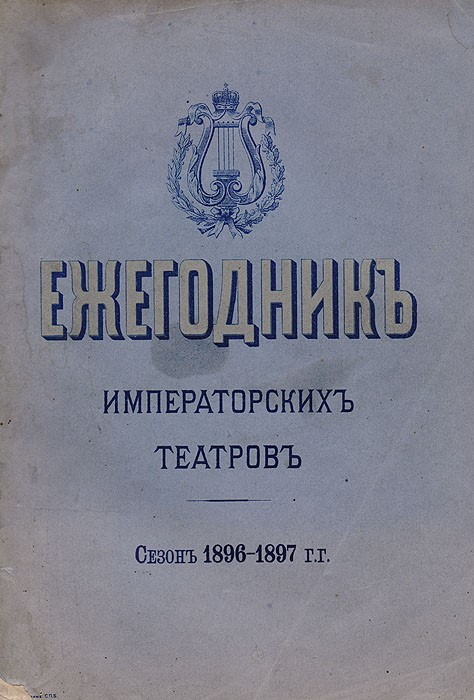

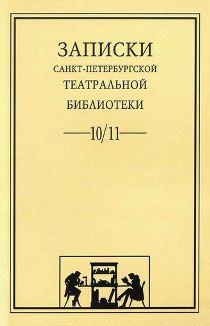

Издательская деятельность библиотеки началась ещё в XIX веке на базе Дирекции императорских театров. Дирекция выпускала периодическое издание «Ежегодник Императорских театров», содержавший информацию о постановках, о составе трупп, аналитические и исторические статьи. Ежегодник был богато иллюстрирован портретами артистов и сценами из спектаклей.
В послереволюционные годы планомерная архивная работа, исследовательская и издательская деятельность осуществлялись благодаря стараниям директора библиотеки А. С. Полякова (1882—1923). Он начал выпуск периодических изданий «Бирюч Петроградских государственных театров», «Ежегодник Петроградских государственных театров», мемуарной книжной серии «Театральная библиотека» (вышел только один номер) и ряда других.
В 1997 году Театральная библиотека возобновила свою издательскую деятельность.
Регулярно выходят «Записки Санкт-Петербургской государственной Театральной библиотеки» и фундаментальное периодическое издание архивных материалов «Театральное наследие»; сформировались постоянные тематические серии «Забытый Петербург», «Российская драматическая библиотека», «Русская художественная летопись», «ӨЕАТРОN: История и теория зрелища»; выпускаются библиографические указатели и другие справочные издания.